# The New Scooby Doo Movies
The New Scooby Doo Movies američki je animirani serijal, drugi iz serije Scooby Doo, stvoren u studiju Hanna-Barbera i premijerno prikazivan na televizijskoj postaji CBS od 9. rujna 1972. do 27. listopada 1973. Uključuje 24 epizode raspoređene u 2 sezone (16 + 8).
U svakoj epizodi Scooby Doo i prijatelji susreću neku zvijezdu/zvijezde iz stvarnoga života ili iz nekoga drugog crtanog filma, s kojom/kojima zajedno rješavaju zagonetku. Umjesto oko 20 minuta kao u prethodnom serijalu, Scooby Doo, Where Are You!, ovdje svaka epizoda traje oko 40 minuta.

## Glasovi
- Don Messick kao Scooby Doo
- Casey Kasem kao Shaggy Rogers
- Frank Welker kao Fred Jones
- Nicole Jaffe kao Velma Dinkley
- Heather North kao Daphne Blake

## Popis epizoda
| Broj                 | Naziv                                    | Posebni gost                            | Zločinac                                                     |
| PRVA SEZONA (1972.)  | PRVA SEZONA (1972.)                      | PRVA SEZONA (1972.)                     | PRVA SEZONA (1972.)                                          |
| -------------------- | ---------------------------------------- | --------------------------------------- | ------------------------------------------------------------ |
| 01                   | Ghastly Ghost Town                       | The Three Stooges (1. pojavljivanje)    | Robot i Indijanac                                            |
| 02                   | The Dynamic Scooby-Doo Affair            | Batman i Robin (1. pojavljivanje)       | Čovjek s kapuljačom i kosturi (Joker i Pingvin)              |
| 03                   | Wednesday is Missing                     | Obitelj Adams                           | Veliki lešinar                                               |
| 04                   | The Frickert Fracas                      | Jonathan Winters                        | Strašilo                                                     |
| 05                   | Guess Who's Knott Coming to Dinner?      | Don Knotts (1. pojavljivanje)           | Duh(ovi) kapetana Moodyja                                    |
| 06                   | A Good Medium is Rare                    | Phyllis Diller                          | Rigalica i maskirani ljudi                                   |
| 07                   | Sandy Duncan's Jekyll and Hyde           | Sandy Duncan                            | Razni strašni stvorovi na filmskom setu                      |
| 08                   | The Secret of Shark Island               | Sonny & Cher                            | Pescado Diabolico (morski pas)                               |
| 09                   | The Spooky Fog                           | Don Knotts (2. pojavljivanje)           | Kosturi i duhovi s groblja                                   |
| 10                   | The Ghost of Bigfoot                     | Stanlio i Olio                          | Bigfootov duh                                                |
| 11                   | The Ghost of the Red Baron               | The Three Stooges (2. pojavljivanje)    | Duh crvenoga baruna                                          |
| 12                   | The Ghostly Creep from the Deep          | Harlem Globetrotters (1. pojavljivanje) | Duhovi kapetana Crvenobradoga i njegovih pomoćnika           |
| 13                   | The Haunted Horseman of Hagglethorn Hall | Davy Jones                              | Sablasni konjanik                                            |
| 14                   | The Phantom of the Country Music Hall    | Jerry Reed                              | Opsjednuta lutka Vikinga i opsjednuta lutka Davyja Crocketta |
| 15                   | The Caped Crusader Caper                 | Batman i Robin (2. pojavljivanje)       | Šumski stvorovi (Joker i Pingvin)                            |
| 16                   | The Lochness Mess                        | Harlem Globetrotters (2. pojavljivanje) | Tri duha i morska zmija                                      |
| DRUGA SEZONA (1973.) |                                          |                                         |                                                              |
| 17                   | The Mystery of Haunted Island            | Harlem Globetrotters (3. pojavljivanje) | Duhovi na ukletom otoku                                      |
| 18                   | The Haunted Showboat                     | Josie and the Pussycats                 | Duh kapetana Scavengera i duh Indijanca Joea                 |
| 19                   | Mystery in Persia                        | Jeannie i Babu                          | Zli džin                                                     |
| 20                   | The Spirited Spooked Sports Show         | Tim Conway                              | Duh Fireballa McFaina                                        |
| 21                   | The Exterminator                         | Don Adams                               | Stvorenja iz uklete kuće                                     |
| 22                   | The Weird Winds of Winona                | Speed Buggy i ekipa                     | Ljudi s kapuljačom                                           |
| 23                   | The Haunted Candy Factory                | Cass Elliot                             | Zelene gromade                                               |
| 24                   | The Haunted Carnival                     | Dick Van Dyke                           | Sablasni snagator                                            |

## DVD izdanja u Hrvatskoj

### Distribucija Issa Film i Video
- Scooby Doo i harlemski Globetrotteri (dvije epizode: 16, 17)

### Distribucija Continental film
- Scooby Doo i kosturi (jedna epizoda: 16)
- Scooby Doo i pirati (jedna epizoda: 12)
- Scooby Doo: Misterij u pokretu (jedna epizoda: 22)